# Timia parva
Timia parva är en tvåvingeart som beskrevs av Friedrich Georg Hendel 1908. Timia parva ingår i släktet Timia och familjen fläckflugor.
Artens utbredningsområde är Turkmenistan. Inga underarter finns listade i Catalogue of Life.